# Schickhardt-Gymnasium Stuttgart
Das Schickhardt-Gymnasium Stuttgart (Schickhardt) ist ein allgemeinbildendes Gymnasium mit Schwerpunkt Sport und Naturwissenschaften im Stadtbezirk Stuttgart-Süd. Die Schule ist eine Eliteschule des Sports sowie eine Eliteschule des Fußballs und ist gemeinsam mit dem Wirtemberg-Gymnasium Stuttgart-Untertürkheim, der Johann-Friedrich-von-Cotta-Schule, der Merz-Schule und der Linden-Realschule Teil des Partnerschulverbunds am Olympiastützpunkt Stuttgart. Namensgeber der Schule war der Renaissancebaumeister Heinrich Schickhardt.

## Gebäude und Schulgeschichte
Aufgrund des rasanten Wachstums der Stadt Stuttgart wurde im Jahr 1911 mit den Planungen eines Schulneubaus im Stuttgarter Süden begonnen. Das unter Leitung von Stadtbaurat Albert Pantle 1911/1912 im Stil des Neoklassizismus errichtete Bauensemble an der Schickhardtstraße umfasst zwei Schulgebäude und als Verbindungsbau eine Sporthalle, welche heute als Kulturdenkmal unter Denkmalschutz stehen. Der Campus „Schickhardtschulen“ wurde entsprechend für zwei Schulen gebaut, welche ihre Gebäude 1913 als Realschule bzw. als Bürgerschule für Knaben beziehen konnten. Die Eigenständigkeit der beiden Schulen besteht bis heute, so dass auf dem Campus neben dem Gymnasium auch eine Gemeinschaftsschule ihren Sitz hat. Die Gebäude wurden 2011 bis 2013 pünktlich zum 100-jährigen Schuljubiläum komplett saniert und modernisiert.
Gegründet wurde das Schickhardt-Gymnasium 1912 als Realschule, ein damals sehr moderner Schultyp, welcher eine höhere Bildung ohne das Fach Latein ermöglichte und den Bedürfnissen des städtischen Bürgertums entsprach. 1941 erhielt die Schule dann den Status einer Vollanstalt und wurde dem damaligen Sprachgebrauch entsprechend in Schickhardt-Oberschule umbenannt. Im Zweiten Weltkrieg trug das Gebäude kriegsbedingt starke Schäden davon, konnte jedoch im Gegensatz zu anderen Schulgebäuden in der Innenstadt auch weiterhin genutzt werden. So wurden in der Nachkriegszeit am Standort auch Schüler der damaligen Dillmann-Oberschule, der Friedrich-Eugens-Oberschule und des Eberhard-Ludwigs-Gymnasiums untergebracht, deren Schulgebäude vollständig zerstört wurden.
In den 1950er Jahren wurde die Bezeichnung Oberschule, wie bei vielen anderen Schulen in Baden-Württemberg auch, durch den Titel Gymnasium ersetzt, weshalb die Schule 1954 in Schickhardt-Gymnasium umbenannt wurde. Nach einer Planungszeit von fast dreizehn Jahren konnte 1971 dann der Erweiterungsbau des Gymnasiums bezogen werden, welcher an das Hauptgebäude anschließt und in welchem die naturwissenschaftlichen Fachräume untergebracht sind.
Um im Wettbewerb mit anderen Innenstadtgymnasien der Landeshauptstadt bestehen zu können, profiliert sich die Schule bereits seit Mitte der 1980er-Jahre als Gymnasium mit einem Sport-Schwerpunkt. So war das Schickhardt-Gymnasium eine der ersten Schulen, welche ab 1983 einen Sport-Leistungskurs anbot. Dieser Weg wurde mit Einführung eines Sportprofils ab dem Schuljahr 1996/1997 und der engen Zusammenarbeit mit dem Olympiastützpunkt Stuttgart fortgeführt und im Jahr 2001 erhielt die Schule erstmals den Status einer „Eliteschule des Sports“. Für den Sportunterricht nutzt die Schule seit Mitte der 1980er Jahre eine auf dem Campus neu errichtete Mehrfachhalle (Schickhardt-Halle), das benachbarte Hallenbad Heslach sowie unterschiedliche Außensportanlagen.

## Profil und Besonderheiten
Neben dem Sportprofil hat die Schule ein naturwissenschaftliches Profil. Die Struktur ist so angelegt, dass alle Schüler ab Klassenstufe 5 durch Zusatz- und Vertiefungsstunden einen breiten Einblick in beide Schwerpunkte erhalten, was eine spätere Entscheidung für die sportliche bzw. die naturwissenschaftliche Orientierung erlaubt. Sprachenfolge für alle Schüler ist Englisch ab Klassenstufe 5 und Latein oder Französisch ab Klassenstufe 6.

### Sportprofil
Das Schickhardt bietet ab Klassenstufe 8 ein Sportprofil an. Im dreijährigen Kernfach Sport werden vier Wochenstunden Sportunterricht erteilt, in welchem sich die Schüler neben Mannschaftssportarten wie Fußball, Handball, Basketball, Hockey oder Volleyball auch mit Individualsportarten wie Schwimmen, Leichtathletik, Tanzen oder Geräteturnen befassen. Ergänzt wird der Praxisunterricht durch zwei Wochenstunden Sport-Theorie, wobei Grundwissen zur Trainingslehre, Bewegungslehre, Physiologie und Ernährungslehre vermittelt wird. In der Kursstufe kann Sport als Leistungskurs gewählt werden.
Als Schule mit dem Schwerpunkt Sport nimmt das Schickhardt-Gymnasium regelmäßig erfolgreich an Sportwettbewerben (zum Beispiel: Jugend trainiert für Olympia) teil und fördert aktiv die Ausbildung von Sportmentoren. Neben dem Unterricht können die Schüler an einer einwöchigen Skiausfahrt in den deutschsprachigen Alpenraum sowie an Kursfahrten mit Schwerpunkt Sport (z. B.: Surfen) teilnehmen.
Als Eliteschule des Sports fördert die Schule darüber hinaus im Speziellen die Ausbildung von Leistungssportlern und Kaderathleten. So können Leistungssportler eine Schulzeitstreckung in der Kursstufe erhalten, d. h., dass auf Antrag die reguläre zweijährige Kursstufe bis zum Abitur auf drei Jahre erweitert werden kann. Auf diese Weise können schulische Belastungen und ein steigender Trainingsumfang besser miteinander in Einklang gebracht werden. Ebenso arbeitet die Schule eng mit unterschiedlichen Sportvereinen und Verbänden zusammen, um die Vereinbarkeit von Training und Schule ermöglichen zu können. Schwerpunkte bilden dabei eine Kooperation mit dem Württembergischen Fußballverband im Bereich für Mädchen/Damen und im Bereich Handball (Jungen) mit dem TVB 1898 Stuttgart.

### Naturwissenschaftliches Profil
Als Alternative zum Sportprofil kann in Klasse 8 auch NwT gewählt werden. Das dreijährigen Kernfach NwT wird als Projektunterricht durchgeführt und ermöglicht einen Einblick in unterschiedliche MINT-Bereiche wie Bionik, Programmierung, Ernährungslehre und technisches Zeichnen.

### Klassenfahrten und Schulpartnerschaften
Die Schüler können an Klassenfahrten an die Nordsee und nach England teilnehmen. Ebenso werden Partnerschaften mit Schulen in Frankreich (Créteil, seit 2014), den USA (Idaho Falls, seit 1985), China (Chongqing, seit 2004) und Indien (Sonipat, seit 2022) gepflegt.

### Sonstiges
Die Schule ist seit 2009 Teil des bundesweiten Schulnetzwerks Schule ohne Rassismus. Pate ist der Politiker Werner Wölfle.
Die Schule engagiert sich vielfältig im Bereich der digitalen Bildung und war beispielsweise Pilotschule für den Einsatz von mobilen Endgeräten im Unterricht.

## Persönlichkeiten

### Lehrer
- Hans-Peter Stopper (1940–2016), deutscher Fußballspieler
- Inge Kirsner (* 1963), evangelische Theologin

### Schüler
- Michael Kunze (* 1943), Schriftsteller und Librettist
- Martin Dehli (* 1948), Ingenieur und Hochschullehrer
- Eduardo Garcia (* 1950), Unternehmer
- Anette Lenz (* 1964), Grafikdesignerin
- Patrizia Zannini (* 1965), Schriftstellerin
- Max Herre (* 1973), Musiker
- Fabienne Dongus (* 1994), Fußball
- Leonie Klinke (* 1997), Volleyball
- Lara Berger (* 2001), Volleyball
- Fynn-Luca Nicolaus (* 2003), Handball
- Julia Landenberger (* 2003), Fußball
- Helena Dornheim (* 2004), Volleyball